# Rod McGaha
Roderick „Rod“ McGaha (* 1961 in Chicago) ist ein US-amerikanischer Jazztrompeter (auch Flügelhorn, Gesang).

## Leben
McGaha wuchs in Chicago auf; sein Interesse für den Jazz wurde durch die Miles-Davis- und Louis-Armstrong-LPs seines Vaters geweckt. In der Highschoolzeit lernte er sowohl Gitarre als auch Trompete, die dann sein Hauptinstrument wurde. Stilistisch orientierte er sich an der Funkmusik von Parliament, James Brown und Kool & the Gang. Seine Karriere als professioneller Musiker begann er bei Gene Chandler, bevor er Musik an der Northeastern University in Chicago und der DePaul University studierte. In dieser Zeit arbeitete er mit Clark Terry, der ihn 1989 entdeckte und sein Mentor wurde. Seit den frühen 1990er Jahren arbeitet er in Nashville als Sessionmusiker u. a. bei Kenny Rogers, BeBe und CeCe Winans, The O’Jays, Take 6 und Lou Rawls. Unter eigenem Namen spielte er eine Reihe von Soloalben ein, nach dem Debütalbum The Servant (1997) folgte 1999 Preacherman.  Im Bereich des Jazz wirkte McGaha zwischen 1992 und 2010 bei 13 Aufnahmesessions mit. u. a. mit Edward Wilkerson (Light on the Path, Sound Aspects 1992). 
McGaha wurde mit dem Maynard Ferguson Award auf dem Notre Dame Collegiate Jazz Festival, mit dem Louis Armstrong Jazz Award, dem Oak Lawn Jazz Festival All Star Award und dem Outstanding Trumpet Soloist Award der National Association of Jazz Educators ausgezeichnet.